# Sidney Hunt
Sidney Hunt (1896 – 1940) è stato un disegnatore, pittore, poeta ed editore inglese.
È il fondatore della rivista d'avanguardia Ray, fondata tra il 1926 ed il 1927.

## Biografia
Sidney James Hunt nace nel 1896 e ha studiato alla Slade School of Fine Art di Londra. Durante il 1920 si dedicò alla progettazione di ex libris e ha contribuito con disegni in stile moderno per diverse riviste d'arte internazionali, come Opera, Der Querschnitt, Der Sturm, Tambour e Contimporanul. Hunt ha anche pubblicato poesie su riviste sperimentali dell'epoca, come Seed, e Blues: A Magazine of New Rhythms. Nel mese di ottobre del 1925, tiene la sua prima mostra personale alla Mayor Gallery di Londra. Tra il 1926 e il 1932, è stato membro della Seven and Five Society, una delle associazioni artistiche più progressiste nate tra le due guerre in Inghilterra. Nel 1926 e 1927, Hunt fonda la rivista d'avanguardia Ray, che è stata una delle riviste d'arte inglesi più influenti degli anni Venti, al pari di Merz, Mecano e De Stijl. La rivista Ray ha aiutato a far conoscere il lavoro di figure di spicco dell'avanguardia europea, come Kurt Schwitters, El Lissitzky, Theo van Doesburg, Naum Gabo e Hans Arp. Parrebbe che Hunt sia morto nel suo studio nel 1940, all'età di quarantaquattro anni, durante il "The Blitz.".

## Stile
Gran parte del lavoro di Hunt è omoerotica;i suoi mecenati erano perlopiù omosessuali, come Sir Edward Marsh; gli ex libris che ha prodotto presentano giovani nudi e i temi ricorrenti del suo lavoro, sono ragazzi intenti a fare il bagno, prendere il sole o in posa eroica. 
Egli è uno dei pochi artisti modernisti ad utilizzare l'astrazione per esprimere gli elementi essenziali di bellezza maschile in forme semplificate come la sua pittura di "Ganimede", o da contrasti di bianco e nero, come in "Drawing" (1922). Come Candela ha ipotizzato, può anche essere il creatore dei fotomontaggi che ha pubblicato in Ray (pp. 2, 15 e 27), che dal altrimenti sconosciuto P. Capeli. Il suo lavoro come pioniere del modernismo britannico e come artista astratto gay merita una netta rivalutazione.

## Curiosità
- L'artista elettronico Janus ha dedicato un brano all'artista britannico intitolato "Sidney Hunt". Il pezzo è presente sul sito SoundCloud del compositore.[3]